# Persone di nome Melvin
| Questa pagina contiene informazioni ricavate automaticamente dalle voci biografiche con l'ausilio del template Bio e di un bot. L'aggiornamento è periodico e automatico e ricostruisce completamente la pagina. Se manca una persona in questa lista, sei pregato di non aggiungerla, ma accertati piuttosto che la sua voce biografica contenga il template Bio e che i dati anagrafici siano correttamente compilati. Se il template Bio manca, inseriscilo tu stesso o, in alternativa, metti l'avviso {{tmp\|Bio}} che ne segnala la mancanza. Se i dati riportati sono sbagliati, correggi direttamente la voce biografica; le modifiche saranno visibili in questa lista entro pochi giorni. Per chiarimenti vedi il progetto antroponimi. La lista contiene solo le 88 persone che sono citate nell'enciclopedia e per le quali è stato implementato correttamente il template Bio. Pagina aggiornata al 16 ott 2024. |

Questa è una lista di persone presenti nell'enciclopedia che hanno il prenome Melvin, suddivise per attività principale.

## Antropologi(1)
- Melvin Konner, antropologo statunitense (New York, n. 1946)

## Artisti marziali misti(2)
- Melvin Guillard, artista marziale misto statunitense (New Orleans, n. 1983)
- Melvin Manhoef, artista marziale misto e kickboxer surinamese (Paramaribo, n. 1976)

## Assassini seriali(1)
- Melvin Rees, serial killer statunitense (Washington, n. 1928 - Springfield, † 1995)

## Attori(1)
- Melvin Van Peebles, attore, sceneggiatore e regista statunitense (Chicago, n. 1932 - New York, † 2021)

## Avvocati(2)
- Melvin Belli, avvocato, saggista e attore statunitense (Sonora, n. 1907 - San Francisco, † 1996)
- Melvin Purvis, avvocato e poliziotto statunitense (Timmonsville, n. 1903 - Florence, † 1960)

## Bassisti(1)
- Melvin Gibbs, bassista statunitense

## Biochimici(1)
- Melvin Calvin, biochimico statunitense (Saint Paul, n. 1911 - Berkeley, † 1997)

## Calciatori(6)
- Melvin Adrien, calciatore francese (Le Port, n. 1993)
- Melvin Bard, calciatore francese (Écully, n. 2000)
- Melvin Brown, ex calciatore messicano (Naranjos Amatlán, n. 1979)
- Melvin Platje, calciatore olandese (Naarden, n. 1988)
- Melvin Valladares, ex calciatore honduregno (Tegucigalpa, n. 1984)
- Melvin de Leeuw, calciatore olandese (Bergen op Zoom, n. 1988)

## Canottieri(1)
- Melvin Twellaar, canottiere olandese (Den Horn, n. 1996)

## Cantanti(3)
- Melvin Franklin, cantante statunitense (Montgomery, n. 1942 - † 1995)
- Lee Greenwood, cantante, cantautore e musicista statunitense (Los Angeles, n. 1942)
- Mel Tormé, cantante e musicista statunitense (Chicago, n. 1925 - Los Angeles, † 1999)

## Cestisti(23)
- Mel Bennett, ex cestista statunitense (Pittsburgh, n. 1955)
- Melvin Booker, ex cestista statunitense (Pascagoula, n. 1972)
- Mel Brown, cestista canadese (Athabasca, n. 1935 - North Vancouver, † 2019)
- Mel Counts, ex cestista statunitense (Coos Bay, n. 1941)
- Mel Daniels, cestista e allenatore di pallacanestro statunitense (Detroit, n. 1944 - Sheridan, † 2015)
- Melvin Ejim, cestista canadese (Toronto, n. 1991)
- Melvin Ely, ex cestista e allenatore di pallacanestro statunitense (Harvey, n. 1978)
- Melvin Frazier, cestista statunitense (New Orleans, n. 1995)
- Mel Gibson, ex cestista e allenatore di pallacanestro statunitense (Rockingham, n. 1940)
- Mel Hirsch, cestista statunitense (Brooklyn, n. 1921 - † 1968)
- Melvin Hunt, ex cestista e allenatore di pallacanestro statunitense (Tallulah, n. 1969)
- Mel Hutchins, cestista statunitense (Sacramento, n. 1928 - Encinitas, † 2018)
- Melvin Johnson, ex cestista statunitense (Dallas, n. 1990)
- Melvin Johnson, cestista statunitense (Bronx, n. 1993)
- Dean Kelley, cestista statunitense (Monmouth, n. 1931 - Morton, † 1996)
- Melvin Levett, ex cestista statunitense (Cleveland, n. 1976)
- Mel McCants, ex cestista statunitense (Chicago, n. 1967)
- Melvin Newbern, ex cestista e allenatore di pallacanestro statunitense (Toledo, n. 1967)
- Mel Payton, cestista e allenatore di pallacanestro statunitense (Martinsville, n. 1926 - Carmel, † 2001)
- Mel Peterson, ex cestista statunitense (Thief River Falls, n. 1938)
- Mel Riebe, cestista statunitense (Cleveland, n. 1916 - Youngstown, † 1977)
- Melvin Sanders, ex cestista statunitense (Liberal, n. 1981)
- Mel Turpin, cestista statunitense (Lexington, n. 1960 - Lexington, † 2010)

## Chimici(1)
- Melvin Spencer Newman, chimico statunitense (New York, n. 1908 - Columbus, † 1993)

## Comici(1)
- Mel Smith, comico, regista e produttore cinematografico britannico (Chiswick, n. 1952 - Londra, † 2013)

## Compositori(1)
- Mel Powell, compositore e docente statunitense (New York, n. 1923 - Sherman Oaks, † 1998)

## Dirigenti d'azienda(1)
- Melvin Jones, dirigente d'azienda, filantropo e attivista statunitense (Fort Thomas, n. 1879 - Flossmoor, † 1961)

## Economisti(1)
- Arthur Melvin Okun, economista statunitense (Jersey City, n. 1928 - Washington, † 1980)

## Fisici(1)
- Melvin Schwartz, fisico statunitense (New York, n. 1932 - Twin Falls, † 2006)

## Giocatori di baseball(1)
- Mel Ott, giocatore di baseball e allenatore di baseball statunitense (Gretna, n. 1909 - New Orleans, † 1958)

## Giocatori di football americano(10)
- Mel Blount, ex giocatore di football americano statunitense (Vidalia, n. 1948)
- Melvin Gordon, giocatore di football americano statunitense (Kenosha, n. 1993)
- Mel Gray, ex giocatore di football americano statunitense (Williamsburg, n. 1961)
- Mel Hein, giocatore di football americano statunitense (Redding, n. 1909 - † 1992)
- Melvin Ingram, giocatore di football americano statunitense (Hamlet, n. 1989)
- Melvin Jackson, ex giocatore di football americano statunitense (Los Angeles, n. 1954)
- M.D. Jennings, giocatore di football americano statunitense (Grenada, n. 1988)
- Melvin Palin, giocatore di football americano francese (Quimper, n. 1996)
- Mel Renfro, ex giocatore di football americano statunitense (Houston, n. 1941)
- Melvin White, giocatore di football americano statunitense (Freeport, n. 1990)

## Lottatori(1)
- Melvin Bibo, lottatore nigeriano (Luduon, n. 1977)

## Mezzofondisti(1)
- Mel Sheppard, mezzofondista statunitense (Almonesson Lake, n. 1883 - New York, † 1942)

## Nuotatori(3)
- Melvin Imoudu, nuotatore tedesco (Schwedt/Oder, n. 1999)
- Melvin Nash, ex nuotatore statunitense (n. 1955)
- Melvin Stewart, ex nuotatore statunitense (Gastonia, n. 1968)

## Piloti automobilistici(2)
- Tony Bettenhausen, pilota automobilistico statunitense (Tinley Park, n. 1916 - Indianapolis, † 1961)
- Bud Tingelstad, pilota automobilistico statunitense (Frazee, n. 1928 - Indianapolis, † 1981)

## Pistard(1)
- Melvin Landerneau, pistard francese (Le Lamentin, n. 1997)

## Poeti(1)
- Melvin Beaunorus Tolson, poeta, educatore e politico statunitense (Moberly, n. 1898 - Dallas, † 1966)

## Politici(7)
- Mel Carnahan, politico e avvocato statunitense (Birch Tree, n. 1934 - Goldman, † 2000)
- Melvin Evans, politico e diplomatico americo-verginiano (Christiansted, n. 1917 - Christiansted, † 1984)
- Melvin Laird, politico e saggista statunitense (Omaha, n. 1922 - Fort Myers, † 2016)
- Mel Reynolds, politico statunitense (Mound Bayou, n. 1952)
- Mel Sembler, politico, diplomatico e imprenditore statunitense (St. Joseph, n. 1930 - St. Petersburg, † 2023)
- Melvin E. Thompson, politico statunitense (Millen, n. 1903 - Valdosta, † 1980)
- Mel Watt, politico e avvocato statunitense (Contea di Mecklenburg, n. 1945)

## Rapper(3)
- Jok'Air, rapper francese (Parigi, n. 1991)
- Melle Mel, rapper e disc jockey statunitense (New York, n. 1961)
- MO3, rapper statunitense (Dallas, n. 1992 - Dallas, † 2020)

## Registi(4)
- Melvin Bernhardt, regista statunitense (Buffalo, n. 1931 - Manhattan, † 2015)
- Mel Brooks, regista, sceneggiatore e comico statunitense (New York, n. 1926)
- Mel Damski, regista e produttore televisivo statunitense (New York, n. 1946)
- Melvin Frank, regista, sceneggiatore e produttore cinematografico statunitense (Chicago, n. 1913 - Los Angeles, † 1988)

## Scenografi(1)
- Mel Bourne, scenografo statunitense (Chicago, n. 1923 - New York, † 2003)

## Storici(2)
- Melvin Kranzberg, storico statunitense (St. Louis, n. 1917 - † 1995)
- Melvin Small, storico statunitense (New York City, n. 1939)

## Triplisti(1)
- Melvin Raffin, triplista francese (Bourg-la-Reine, n. 1998)

## Velocisti(2)
- Mel Patton, velocista statunitense (Los Angeles, n. 1924 - Fallbrook, † 2014)
- Melvin Pender, ex velocista statunitense (Atlanta, n. 1937)